# Disperis thomensis
Espèce
Disperis thomensis est une espèce de plantes de la famille des Orchidées et du genre Disperis.
D'abord considérée comme endémique de l'île de Sao Tomé – d'où son épithète spécifique thomensis –, elle a par la suite été observée dans de nombreux autres pays d'Afrique tropicale.